# Parafia Najświętszej Maryi Panny Wspomożenia Wiernych w Aleksandrowie Kujawskim
Parafia NMP Wspomożenia Wiernych w Aleksandrowie Kujawskim – rzymskokatolicka parafia w Aleksandrowie Kujawskim, należąca do diecezji włocławskiej i dekanatu aleksandrowskiego. Erygowana 25 kwietnia 1981 roku. Obsługiwana przez księży Salezjanów. Kościół parafialny pw. NMP Wspomożenia Wiernych w Aleksandrowie Kujawskim został zbudowany w latach 1991–1995. 
Od 2023 funkcję proboszcza pełni ks. Wojciech Pettke SDB.